# Christmas in My Heart (singolo Sarah Connor)
Christmas in My Heart è una romantica canzone pop-natalizia incisa nel 2005 dalla cantante tedesca Sarah Connor e facente parte dell'album omonimo, uscito nello stesso anno e ripubblicato nel 2006.
La canzone raggiunse il 4º posto nelle classifiche tedesche e svizzere e il 6° in quelle austriache. 
Autori del brano (da non confondere con brani omonimi di altri cantanti, tra cui Ray Charles e The Jets) sono Denar, Kay e Rob Tyger.

## Testo
Come altre canzoni pop-natalizie (es. Step Into Christmas di Elton John, Last Christmas degli Wham, All I Want for Christmas Is You di Mariah Carey), anche il brano di Sarah Connor unisce il tema “Natale” al tema “amore”. 
Si può dire che, in questo caso, si tratta prevalentemente di una canzone d'amore, in quanto esprime il bisogno di avere al proprio fianco – soprattutto durante le festività (ma non solo) – la persona amata: solo così sarà davvero Natale (forse anche in senso metaforico) e il proprio cuore potrà riempirsi di quella gioia tipica di un periodo di festa.

## Tracce
1. Christmas in My Heart (Single Version)
2. Christmas in My Heart (Soulful Xmas Mix)
3. Christmas in My Heart (Full Length Version)
4. Xmas Greetings from Sarah
5. A Look Behind the Tour: Bounce - Original Version/Living to Love You – College Radio

## Video musicale
Nel video si vede Sarah Connor sola (a farle compagnia soltanto il suo gatto bianco) all'esterno e poi all'interno di una baita di montagna, dove attende l'arrivo della persona amata. Nel frattempo, accarezza la vegetazione coperta di neve, si mette a tagliare un po' di legna, accende il fuoco, si concede un bagno caldo e aspetta, osservando alla finestra la neve che cade copiosa. 
Contemporaneamente a queste immagini, si vede un'automobile percorrere delle strade di montagna innevate: si tratta evidentemente dell'automobile della persona amata, che solo al termine del video, quando ormai si è fatto buio, giunge finalmente a destinazione.